# Ситон, Джордж
Джордж Ситон (англ. George Seaton; 17 апреля 1911[…], Саут-Бенд, Индиана — 28 июля 1979[…], Беверли-Хиллз, Калифорния) — американский кинорежиссёр, сценарист и кинопродюсер, также некоторую известность получил как драматург. Обладатель нескольких престижных кинонаград, в том числе двух «Оскаров» и трёх «Золотых глобусов». Президент Академии кинематографических искусств и наук с 1955 по 1958 год.

## Биография
Джордж Стениус (псевдоноим Ситон он взял себе с началом карьеры) родился 17 апреля 1911 года в городе Саут-Бенд, штат Индиана. Его родители были шведского происхождения. Мальчик был крещён в католическую веру, но вырос в Еврейском квартале Детройта. Изучал иврит и прошёл обряд бар-мицва. После окончания колледжа Джордж отказался от получения высшего образования, а вступил в труппу Джесси Бонстелл (тогда же он для благозвучия сменил свою фамилию с Стениус на Ситон), а также параллельно работал в там же в Детройте на радиостанции WXYT. Там он с января 1933 года, с самых первых выпусков, озвучивал Одинокого рейнджера в приключенческих программах о его похождениях, причём, как утверждал позднее сам Ситон, знаменитый клич «Хей-йо, Сильвер!» он выдумал сам, хотя продюсеры передачи требовали от него свистеть лошади, а тот этого не умел.
В 1933 году Джордж Ситон заключил контракт с киностудией Metro-Goldwyn-Mayer, и уже в следующем году на экраны вышла первая картина по сценарию Ситона — «Студенческое турне». В 1939—1940 годах Ситон находился в Колумбии, где подружился с продюсером Уильямом Перлбергом, и когда тот в 1941 году вернулся из Колумбии в 20th Century Fox, позвал Ситона работать к себе. В 1945 году Ситон впервые выступил как режиссёр — лента «Алмазная подкова». С этого момента Ситон в большинстве случаев являлся как сценаристом, так и режиссёром своих картин, а с 1951 года он также выступал как кинопродюсер.
В 1944 году Ситон получил признание как драматург: его пьеса «Но не „прощай“» вышла на Бродвей и выдержала 23 представления, а в 1946 году режиссёр С. Силван Саймон снял по ней фильм «Косоглазое чудо». В 1967 году Ситон вернулся на Бродвей уже как режиссёр: он поставил пьесу Нормана Красны Love in E-Flat, которая, впрочем, не нашла отклика у критиков и зрителей.
В 1948 году Ситон получил сразу две престижнейшие кино-награды: «Оскар» и «Золотой глобус», обе за фильм «Чудо на 34-й улице».
В 1955 Ситон был избран президентом Академии кинематографических искусств и наук и пробыл на этой должности три года.
Джордж Ситон скончался 28 июля 1979 года в Беверли-Хиллз от рака.

### Личная жизнь
19 февраля 1936 года Ситон женился на голливудском режиссёре диалогов Филлис Лотон и прожил с ней всю жизнь до самой своей смерти (43 года). От этого брака остались двое детей. Филлис Лотон известна тем, что стала первой женщиной-мэром Беверли-Хиллз.

## Избранная фильмография
За свою кино-карьеру длиной 39 лет Ситон выступил сценаристом 37 полнометражных фильмов и четырёх эпизодов трёх сериалов; режиссёром 21 полнометражного фильма, одного короткометражного и 28-й церемонии вручения «Оскара»; продюсером 13 полнометражных фильмов. Его лента «Чудо на 34-й улице» (1947) заняла пятую строчку в списке «10 лучших американских фильмов в жанре фэнтези»; в ремейке этой ленты 1994 года Джордж Ситон также указан сценаристом, хотя и умер за 15 лет до премьеры.

### Сценарист
| - 1934 — Студенческое турне / Student Tour - 1935 — Выигрышный билет / The Winning Ticket - 1935 — Вечер в опере / A Night at the Opera (черновой сценарий, в титрах не указан) - 1937 — День на скачках / A Day at the Races - 1939 — Волшебник страны Оз / The Wizard of Oz (сосценарист, в титрах не указан) - 1940 — Женитьба врача / The Doctor Takes a Wife - 1940 — То, что называют любовью / This Thing Called Love - 1941 — Та ночь в Рио / That Night in Rio - 1941 — Луна над Майами / Moon Over Miami - 1941 — Тётка Чарлея / Charley’s Aunt - 1941 — Сказка на ночь / Bedtime Story (сосценарист, в титрах не указан) - 1942 — Десять джентльменов из Вест-Пойнта / Ten Gentlemen from West Point (дополнительные диалоги) - 1942 — Великолепный идиот / The Magnificent Dope - 1943 — Злейший человек в мире / The Meanest Man in the World - 1943 — Кони-Айленд / Coney Island - 1943 — Песня Бернадетт / The Song of Bernadette - 1944 — Канун Святого Марка / The Eve of St. Mark - 1945 — Алмазная подкова / Diamond Horseshoe - 1945 — Юная мисс / Junior Miss - 1946 — Косоглазое чудо / The Cockeyed Miracle (по пьесе Ситона «Но не „прощай“») - 1947 — Скандальная мисс Пилгрим / The Shocking Miss Pilgrim - 1947 — Чудо на 34-й улице / Miracle on 34th Street - 1948 — Апартаменты для Пегги / Apartment for Peggy - 1949 — Цыплёнок каждое воскресенье / Chicken Every Sunday - 1950 — Большой подъём / The Big Lift - 1950 — Ради всего святого / For Heaven’s Sake - 1952 — Всё может случиться / Anything Can Happen - 1953 — Маленький мальчик потерян / Little Boy Lost - 1954 — Деревенская девушка / The Country Girl - 1955, 1956 — Час 20th Century Fox / The 20th Century Fox Hour (2 выпуска) - 1956 — Люкс Видео Театр / Lux Video Theatre (1 выпуск) - 1956 — Гордый и светский / The Proud and Profane - 1962 — Мнимый предатель / The Counterfeit Traitor - 1964 — 36 часов / 36 Hours - 1968 — Что такого плохого в том, чтобы чувствовать себя хорошо? / What’s So Bad About Feeling Good? - 1970 — Аэропорт / Airport - 1973 — Чудо на 34-й улице / Miracle on 34th Street - 1994 — Чудо на 34-й улице / Miracle on 34th Street | - 1945 — Алмазная подкова / Diamond Horseshoe - 1945 — Куда мы отсюда пойдём? / Where Do We Go from Here? (сорежиссёр, в титрах не указан) - 1945 — Юная мисс / Junior Miss - 1947 — Скандальная мисс Пилгрим / The Shocking Miss Pilgrim - 1947 — Чудо на 34-й улице / Miracle on 34th Street - 1948 — Апартаменты для Пегги / Apartment for Peggy - 1949 — Цыплёнок каждое воскресенье / Chicken Every Sunday - 1950 — Большой подъём / The Big Lift - 1950 — Ради всего святого / For Heaven’s Sake - 1952 — Всё может случиться / Anything Can Happen - 1953 — Маленький мальчик потерян / Little Boy Lost - 1954 — Деревенская девушка / The Country Girl - 1956 — 28-я церемония вручения «Оскара» / The 28th Annual Academy Awards - 1956 — Гордый и светский / The Proud and Profane - 1957 — Уильямсберг: История патриота / Williamsburg: the Story of a Patriot (к/м) - 1958 — Любимец учителя / Teacher’s Pet - 1961 — В его приятной компании / The Pleasure of His Company - 1962 — Мнимый предатель / The Counterfeit Traitor - 1963 — Крюк / The Hook - 1964 — 36 часов / 36 Hours - 1968 — Что такого плохого в том, чтобы чувствовать себя хорошо? / What’s So Bad About Feeling Good? - 1970 — Аэропорт / Airport - 1973 — Разборка / Showdown - 1951 — Рубарб / Rhubarb - 1952 — Аарон Слик из Панкин-Крик / Aaron Slick from Punkin Crick - 1954 — Мосты Токо-Ри / The Bridges at Toko-Ri - 1954 — Деревенская девушка / The Country Girl (в титрах в качестве продюсера не указан) - 1957 — Жестяная звезда / The Tin Star - 1958 — Любимец учителя / Teacher’s Pet (в титрах в качестве продюсера не указан) - 1959 — Но не для меня / But Not for Me - 1960 — Мышиная возня / The Rat Race - 1962 — Фальшивый предатель / The Counterfeit Traitor - 1963 — Сумерки чести / Twilight of Honor (в титрах не указан) - 1968 — Что такого плохого в том, чтобы чувствовать себя хорошо? / What’s So Bad About Feeling Good? - 1973 — Разборка / Showdown |

## Избранные награды и номинации
«Оскары»
- 1944 — «Оскар» в категории «Лучший сценарий» за фильм «Песня Бернадетт» — номинация.
- 1948 — «Оскар» в категории «Лучший сценарий» за фильм «Чудо на 34-й улице» — победа.
- 1955 — «Оскар» в категории «Лучшая режиссура» за фильм «Деревенская девушка» — номинация.
- 1955 — «Оскар» в категории «Лучший сценарий» за фильм «Деревенская девушка» — победа.
- 1962 — Награда имени Джина Хершолта.
- 1971 — «Оскар» в категории «Лучший сценарий» за фильм «Аэропорт» — номинация.

«Золотые глобусы»
- 1948 — «Золотой глобус» в категории «Лучший сценарий» за фильм «Чудо на 34-й улице» — победа.
- 1951 — «Золотой глобус» в категории «Лучший фильм по развитию международного взаимопонимания» за ленту «Большой подъём»[англ.] — номинация.
- 1953 — «Золотой глобус» в категории «Лучший фильм по развитию международного взаимопонимания» за ленту «Всё может случиться»[англ.] — победа.
- 1954 — «Золотой глобус» в категории «Лучший фильм по развитию международного взаимопонимания» за ленту «Маленький мальчик потерян»[англ.] — победа.
- 1960 — «Золотой глобус» в категории «Лучшая комедия или мюзикл» за фильм «Но не для меня»[англ.] — номинация.
- 1971 — «Золотой глобус» в категории «Лучший драматический фильм» за ленту «Аэропорт» — номинация.

Прочие награды и номинации
- 1948 — Приз за «Лучший сценарий» Кинофестиваля в Локарно за фильм «Чудо на 34-й улице» — победа.
- 1954 — Гран-при Каннского кинофестиваля за фильм «Маленький мальчик потерян» — номинация.
- 1955 — Золотая пальмовая ветвь Каннского кинофестиваля за фильм «Деревенская девушка» — номинация.
- 1960 — Звезда за вклад в киноиндустрию на Голливудской Аллее славы (1752 Вайн-стрит[англ.])[5].
- 1961 — «Золотой медведь» Берлинского кинофестиваля за фильм «В его приятной компании»[англ.] — номинация.